# Bertram Turetzky
Bertram Jay Turetzky (Norwich, 14 febbraio 1933) è un contrabbassista, compositore e insegnante statunitense.
Noto per essere autore del libro The Contemporary Contrabass (1974) che tratta le nuove tecniche impiegate per suonare il contrabbasso.
Turetzky è nato a Norwich, nel Connecticut, luogo dov'è cresciuto. Dopo aver conseguito un master in storia della musica presso l'Università di Hartford si è principalmente esibito in festival e altri contesti come contrabbassista jazz.
É del 1964 il suo primo disco contenenti lavori contemporanei di compositori americani quali George Perle, Edgard Varèse, Donald Martino, Kenneth Gaburo, Ben Johnston. Negli anni seguenti ha continuato ad incidere per l'etichette discografiche Nonesuch, Son Nova, Ars Antigua e Desto.
Turetzky è professore emerito di musica presso l'Università della California, San Diego. Tra i suoi ex studenti si annoverano virtuosi dello strumento, dediti anch'essi alla ricerca sullo strumento e all'improvvisazione; tra questi figura Mark Dresser, che ha suonato per diversi anni con Anthony Braxton.
É uno dei contrabbassisti contemporanei con all'attivo il maggior numero di incisioni; nel corso della sua carriera ha eseguito più di 300 brani composti da o per lui.